# Jean-Bertrand Aristide
Jean-Bertrand Aristide (* 15. července 1953, Port-Salut, Haiti) je někdejší katolický kněz a politik, který třikrát zastával funkci prezidenta Haiti.
V únoru 1991 se stal prvním demokraticky zvoleným prezidentem, úřad však tehdy zastával jen zhruba 7 měsíců, do září, kdy vypukl vojenský převrat. Podruhé byl ve funkci v letech 1994 až 1996, potřetí v letech 2001 až 2004. Svrhl jej státní převrat, po němž nuceně odešel do exilu ve Středoafrické a Jihoafrické republice. Na Haiti se vrátil po sedmi letech v roce 2011.
Coby kněz náležel k salesiánskému řádu a byl zastáncem teologie osvobození. Je předsedou levicové strany Fanmi Lavalas (Rodina Potopy), kterou založil v roce 1996. V prezidentské funkci usiloval o sociální reformy, jako dostupnější školství a zdravotnictví nebo zvýšení minimální mzdy, zadlužení země a závislost na zahraničních investorech mu však neumožnily splnit většinu slibů. V roce 1995 rozpustil haitskou armádu, což však vedlo ke zvýšení vlivu paramilitárních jednotek, terorizujících obyvatelstvo. Poté, co byl Aristide svržen, ho nová vláda obvinila z rozsáhlé korupce a volebních podvodů.